# Wiktar Hajsionak
Wiktar Anatoljewicz Hajsionak (biał. Віктар Анатольевіч Гайсёнак; ros. Виктор Анатольевич Гайсёнок, Wiktor Anatoljewicz Gajsionok; ur. 6 czerwca 1950 w Hasciławiczach w rejonie łohojskim) – białoruski fizyk, polityk i dyplomata, w latach 2009–2013 ambasador Republiki Białorusi w Rzeczypospolitej Polskiej.

## Życiorys
Ukończył Białoruski Uniwersytet Państwowy w Mińsku. Od 1972 pracował jako asystent na uczelni oraz sekretarz KPZR tamże (1988–1990). W 1990 obronił pracę doktorską z dziedziny nauk ścisłych; profesor. Od 1992 do 1994 sprawował funkcję ministra edukacji Białorusi. W 1997 mianowano go przewodniczącym Komitetu Państwowego ds. Nauki i Technologii Białorusi.
19 maja 2000 otrzymał nominację na ambasadora w Austrii oraz stałego przedstawiciela przy organizacjach międzynarodowych w Wiedniu. Od marca 2005 pełnił urząd wiceministra spraw zagranicznych Białorusi.
Jesienią 2008 został mianowany ambasadorem Białorusi w Polsce – zastąpił w tej funkcji Pawła Łatuszkę. Listy uwierzytelniające złożył 16 stycznia 2009. Misję pełnił do końca 2013.
Odznaczeni Medalem Franciszka Skaryny (2021).